# Bockelnhagen
Bockelnhagen is een dorp in de Thüringer Landkreis Eichsfeld in Duitsland. Sinds 1 december 2011 is de voormalige zelfstandige gemeente onderdeel van de landgemeente Sonnenstein. Bockelnhagen is een van de weinige dorpen in de Landkreis Eichsfeld die niet tot het historische Eichsfeld geteld wordt.
Bockelnhagen ligt aan de Uerdinger Linie, in het traditionele gebied van de Nederduitse dialect Oostfaals. Bockelnhagen ligt niet ver van de grens van Nedersaksen. Er is een basisschool in Bockelnhagen.